# Гуасталла
Гуасталла (італ. Guastalla) — муніципалітет в Італії, у регіоні Емілія-Романья, провінція Реджо-Емілія. Столиця колишнього Гуастальського герцогства (1621—1748).
Населення — 15 036 осіб (2014). Щорічний фестиваль відбувається 25 листопада. Покровитель — свята Катерина Александрійська.

## Назва
- Гуасталла (італ. Guastalla) — сучасна назва.
- Гвастала — староукраїнська назва.

## Географія
Гуасталла розташована на відстані близько 370 км на північний захід від Рима, 75 км на північний захід від Болоньї, 25 км на північ від Реджо-нелль'Емілії.

## Історія
- Герцогство Гуасталла

## Населення
Населення за роками:

Станом на 1 січня 2023 року в муніципалітеті офіційно проживав 1801 іноземець з 63 країн, серед них 240 громадян країн Євросоюзу та 62 громадяни України.

### Уродженці
- Ін-Грід

## Сусідні муніципалітети
- Кадельбоско-ді-Сопра
- Дозоло
- Гуальтієрі
- Луццара
- Новеллара
- Реджоло